# 그 얼굴에 햇살을
그 얼굴에 햇살을은 1973년 공개된 대한민국의 영화이다.

## 배역
- 신성일
- 신영일
- 신일용
- 김창숙
- 트위스트 김
- 전숙
- 박기택
- 황건
- 박동용
- 이예성
- 조덕성
- 임성포
- 김영인
- 권오상